# Kottmar
Kottmar es un municipio situado en el distrito de Görlitz, en el estado federado de Sajonia (Alemania), a una altitud de 370 metros. Su población a finales de 2016 era de unos 7500 habs. y su densidad poblacional, 160 hab/km².